# Secret Files: Sam Peters
Secret Files: Sam Peters (Geheimakte: Sam Peters) est un jeu vidéo d'aventure en pointer-et-cliquer développé par Animation Arts et édité par Deep Silver, sorti en 2013 sur Windows, iOS et Android. Il s'agit d'un jeu dérivé de la série principale mettant en vedette le personnage de Sam Peters

## Accueil
- Adventure Gamers : 3,5/5[1]